# Koshijutsu
Koshijutsu (骨指術, aanvallen tegen spieren) is een Japanse vechtstijl waarin de spieren van de tegenstander worden aangevallen. Koshijutsu maakt een belangrijk deel uit van Tai-jutsu.